# Chinatown (film)
Chinatown – amerykański film kryminalny neo-noir z 1974 roku w reżyserii Romana Polańskiego, nakręcony na podstawie scenariusza napisanego wraz z Robertem Towne’em. Bohater filmu, prywatny detektyw Jake Gittes (Jack Nicholson), za sprawą zlecenia ze strony tajemniczej Evelyn Mulwray (Faye Dunaway) wikła się w piętrową intrygę, dostrzegając powszechną korupcję wśród władz Los Angeles oraz poznając wątek kazirodczy z udziałem jego zleceniodawczyni.

## Fabuła
Akcja filmu toczy się w latach 30. XX wieku w Los Angeles. Prywatny detektyw Gittes, zajmujący się śledzeniem zdrad małżeńskich, zostaje wynajęty przez Evelyn Mulwray, aby śledził jej męża, inżyniera Departamentu Wodnego Hollisa Mulwraya. Gittes fotografuje go w towarzystwie młodej blondynki i zamierza zamknąć sprawę, lecz odkrywa, że prawdziwa pani Mulwray nie miała nic wspólnego z zatrudnianiem Gittesa. Kiedy Hollis okazuje się martwy, Gittes kontynuuje śledztwo, napotykając po drodze na podejrzany dom starców, skorumpowanych biurokratów, wściekłych hodowców pomarańczy oraz gangsterów, którzy omal nie odcinają mu nosa. Kiedy dochodzi do konfrontacji z Crossem, ojcem Evelyn i byłym partnerem biznesowym Mulwraya, Jake’owi wydaje się, że wie już wszystko, ale okazuje się, że Cross jest również gwałcicielem swojej córki. Kiedy okoliczności zmuszają Jake’a do powrotu do dawnej pracy w Chinatown, uświadamia sobie, jak bardzo jest bezsilny wobec bogatego, zdeprawowanego Crossa. Gdy Evelyn ginie zastrzelona przez policjantów po próbie zamachu na życie Crossa, stary partner Jake’a mówi mu: „Zapomnij o tym, Jake. To Chinatown”.

## Obsada
- Jack Nicholson – Jake Gittes
- Faye Dunaway – Evelyn Cross Mulwray
- John Huston – Noah Cross
- Perry Lopez – porucznik Lou Escobar
- John Hillerman – Russ Yelburton
- Darrell Zwerling – Hollis I. Mulwray

## Produkcja

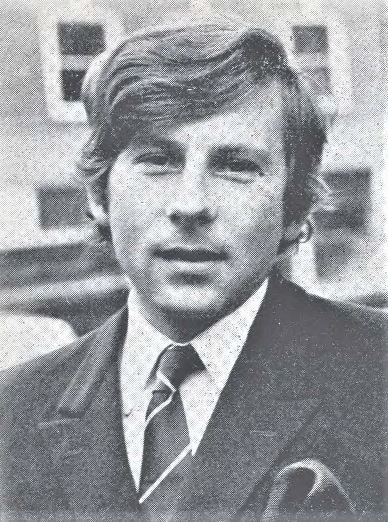
Roman Polański, reżyser filmu

Pomysł na film był efektem rozmowy między producentem Robertem Evansem oraz scenarzystą Robertem Towne’em. Evans chciał, by Towne napisał scenariusz do adaptacji Wielkiego Gatsby’ego dla Paramountu za 175 tysięcy dolarów. Towne odrzucił ofertę, obawiając się, że nie będzie w stanie oddać sprawiedliwości powieści Francisa Scotta Fitzgeralda, ale zaproponował napisanie oryginalnego scenariusza za znacznie mniejsze honorarium. Evans zgodził się, a Towne, zainspirowany rozmową z przyjacielem z policji, zabrał się do pisania scenariusza, nazwanego później Chinatown. Towne od początku myślał o Jacku Nicholsonie jako odtwórcy roli Jake’a Gittesa, a rolę Evelyn Mulwray napisał dla Jane Fondy. Evans miał jednak inne plany; na etapie pisania scenariusza rozważano powierzenie roli Evelyn Ali MacGraw, a po zatrudnieniu Romana Polańskiego jako reżysera pojawiła się propozycja angażu dla Julie Christie. Ostatecznie w roli Evelyn obsadzono Faye Dunaway, która na etapie prac zdjęciowych popadła jednak w zażarty konflikt z Polańskim.
Polański i Towne podczas prac scenariuszowych awanturowali się o sposób rozwiązania akcji. Towne planował – zgodnie z konwencją filmu neo-noir – uczynić Gittesa zarówno postacią filmu, jak i jego narratorem spoza kadru. Polańskiemu udało się jednak przekonać Towne’a, aby usunął narrację pozakadrową ze scenariusza. Najbardziej kontrowersyjna była kwestia zakończenia. Towne chciał, żeby Evelyn udało się zabić Crossa i obdarzyć ponurą historię przynajmniej pozornym happy endem. Polański wymusił jednak na Townie, aby ten napisał znacznie mroczniejsze zakończenie. Jakkolwiek pierwotny scenarzysta uznawał ostateczne zakończenie filmu za zbyt melodramatyczne, po latach miał przyznać rację Polańskiemu.
Polański chciał ponownie nawiązać współpracę ze swoim operatorem kamery przy Dziecku Rosemary, Williamem A. Frakerem, ale Evans obawiał się, że w takiej sytuacji Polański będzie miał zbyt dużą kontrolę nad filmem. Evans zwolnił Frakera i zastąpił go weteranem Stanleyem Cortezem. Ponownie drogą kompromisu Polański i Evans uzgodniii, że operatorem będzie jednak John A. Alonzo, znany ze zdjęć do filmów Znikający punkt oraz Harold i Maude.
Zdjęcia do filmu powstawały w Kalifornii, w miastach: Glendale, Los Angeles, Pasadena oraz na wyspie Santa Catalina.

## Odbiór
Chinatown zostało entuzjastycznie przyjęte przez znaczną część krytyków filmowych. Roger Ebert w recenzji dla „Chicago Sun-Times” uznał film za krytyczny komentarz do konwencji kina noir lat 30.:
Polański jest tak wyczulony na sposoby realizacji filmów tego gatunku z lat 30. XX wieku, że oglądamy niemal esej krytyczny. Godard powiedział kiedyś, że jedynym sposobem na zrecenzowanie filmu jest zrobienie kolejnego filmu i być może to właśnie zrobił Polański. Zrobił przenikliwy, pełen miłości komentarz do pewnego rodzaju filmu i pewnego okresu w historii narodu, który już dawno minął. Chinatown to niemal lekcja, jak przeżywać tego typu filmy.
A.D. Murphy w recenzji dla „Variety” dostrzegł inspirację twórców filmami pokroju Wielkiego snu (1946) Howarda Hawksa, chwalił też grę aktorską głównych bohaterów: „Nicholson gra znakomicie, a dla Dunaway jest to najlepsza rola od lat”. Zdaniem Roba Frasera z czasopisma „Empire” scenariusz do filmu sporządzony przez Towne’a i Polańskiego zawiera „szokującą aktualizację greckiej tragedii oraz, czerpiąc z cynizmu i rozczarowania epoki zdominowanej przez Watergate i Wietnam, subtelnie zrealizowaną alegorię polityczną”. Jeremiah Kipp w recenzji dla magazynu Slant stwierdził, że „Polański nie stroni od rzucania nam przemocy prosto w twarz, bezpośrednio i natychmiastowo”.
Film w sumie otrzymał 17 nagród na różnego rodzaju festiwalach (w tym Złoty Glob dla Polańskiego za reżyserię, nagrody BAFTA), miał ponadto 22 nominacje. Na 47. ceremonii rozdania Oscarów film okazał się wielkim przegranym wieczoru – był nominowany w 11 kategoriach, w tym dla najlepszego reżysera oraz dla najlepszych aktorów w wiodącej roli męskiej (Nicholson) i żeńskiej (Dunaway), ale jedynie Robert Towne otrzymał nagrodę za najlepszy scenariusz oryginalny.
Według danych Zespołu Programowego Biura Komitetu Kinematografii do czerwca 1991 roku w polskich kinach odbyło się 15 567 seansów filmu, obejrzało go 1 586 527 polskich widzów. We Francji film do 1986 roku wyświetlany był przez 17 tygodni, obejrzało go 554 223 widzów.

## Nagrody
| Instytucja                                         | Nagroda                                                 | Odbiorca                                                                    | Wynik     |
| -------------------------------------------------- | ------------------------------------------------------- | --------------------------------------------------------------------------- | --------- |
| Amerykańska Akademia Sztuki i Wiedzy Filmowej      | Oscar za najlepszy film                                 | Robert Evans                                                                | Nominacja |
| Amerykańska Akademia Sztuki i Wiedzy Filmowej      | Oscar za najlepszą reżyserię                            | Roman Polański                                                              | Nominacja |
| Amerykańska Akademia Sztuki i Wiedzy Filmowej      | Oscar dla najlepszego aktora pierwszoplanowego          | Jack Nicholson                                                              | Nominacja |
| Amerykańska Akademia Sztuki i Wiedzy Filmowej      | Oscar dla najlepszej aktorki pierwszoplanowej           | Faye Dunaway                                                                | Nominacja |
| Amerykańska Akademia Sztuki i Wiedzy Filmowej      | Oscar za najlepszy scenariusz oryginalny                | Robert Towne                                                                | Wygrana   |
| Amerykańska Akademia Sztuki i Wiedzy Filmowej      | Oscar za najlepszą scenografię                          | Richard Sylbert, W. Stewart Campbell, Ruby R. Levitt                        | Nominacja |
| Amerykańska Akademia Sztuki i Wiedzy Filmowej      | Oscar za najlepsze zdjęcia                              | John A. Alonzo                                                              | Nominacja |
| Amerykańska Akademia Sztuki i Wiedzy Filmowej      | Oscar za najlepsze kostiumy                             | Anthea Sylbert                                                              | Nominacja |
| Amerykańska Akademia Sztuki i Wiedzy Filmowej      | Oscar za najlepsze zdjęcia                              | Sam O’Steen                                                                 | Nominacja |
| Amerykańska Akademia Sztuki i Wiedzy Filmowej      | Oscar za najlepszą muzykę filmową                       | Jerry Goldsmith                                                             | Nominacja |
| Amerykańska Akademia Sztuki i Wiedzy Filmowej      | Oscar za najlepszy dźwięk                               | Charles Grenzbach, Larry Jost                                               | Nominacja |
| Bodil                                              | Najlepszy film nieeuropejski                            | Roman Polański                                                              | Wygrana   |
| Brytyjska Akademia Sztuk Filmowych i Telewizyjnych | Nagroda BAFTA za najlepszy film                         | Roman Polański                                                              | Nominacja |
| Brytyjska Akademia Sztuk Filmowych i Telewizyjnych | Nagroda BAFTA dla najlepszego reżysera                  | Roman Polański                                                              | Wygrana   |
| Brytyjska Akademia Sztuk Filmowych i Telewizyjnych | Nagroda BAFTA dla najlepszego aktora pierwszoplanowego  | Jack Nicholson                                                              | Wygrana   |
| Brytyjska Akademia Sztuk Filmowych i Telewizyjnych | Nagroda BAFTA dla najlepszej aktorki pierwszoplanowej   | Faye Dunaway                                                                | Nominacja |
| Brytyjska Akademia Sztuk Filmowych i Telewizyjnych | Nagroda BAFTA dla najlepszego aktora drugoplanowego     | John Huston                                                                 | Nominacja |
| Brytyjska Akademia Sztuk Filmowych i Telewizyjnych | Nagroda BAFTA dla najlepszego scenarzysty               | Robert Towne                                                                | Wygrana   |
| Brytyjska Akademia Sztuk Filmowych i Telewizyjnych | Nagroda BAFTA za najlepszą scenografię                  | Richard Sylbert                                                             | Nominacja |
| Brytyjska Akademia Sztuk Filmowych i Telewizyjnych | Nagroda BAFTA za najlepsze zdjęcia                      | John A. Alonzo                                                              | Nominacja |
| Brytyjska Akademia Sztuk Filmowych i Telewizyjnych | Nagroda BAFTA za najlepsze kostiumy                     | Anthea Sylbert                                                              | Nominacja |
| Brytyjska Akademia Sztuk Filmowych i Telewizyjnych | Nagroda BAFTA za najlepszy montaż                       | Sam O’Steen                                                                 | Nominacja |
| Brytyjska Akademia Sztuk Filmowych i Telewizyjnych | Nagroda BAFTA za najlepszą muzykę                       | Jerry Goldsmith                                                             | Nominacja |
| Directors Guild of America Awards                  | Najlepsza reżyseria                                     | Roman Polański                                                              | Nominacja |
| Edgar Allan Poe Awards                             | Najlepszy scenariusz                                    | Robert Towne                                                                | Wygrana   |
| Fotogramas de Plata                                | Najlepsza rola w filmie fabularnym                      | Jack Nicholson                                                              | Wygrana   |
| Złote Globy                                        | Złoty Glob za najlepszy film dramatyczny                | Chinatown                                                                   | Wygrana   |
| Złote Globy                                        | Złoty Glob dla najlepszego aktora w filmie dramatycznym | Jack Nicholson                                                              | Wygrana   |
| Złote Globy                                        | Złoty Glob dla najlepszej aktorki w filmie dramatycznym | Faye Dunaway                                                                | Nominacja |
| Złote Globy                                        | Złoty Glob dla najlepszego aktora drugoplanowego        | John Huston                                                                 | Nominacja |
| Złote Globy                                        | Złoty Glob dla najlepszego reżysera                     | Roman Polański                                                              | Wygrana   |
| Złote Globy                                        | Złoty Glob dla najlepszego scenarzysty                  | Robert Towne                                                                | Wygrana   |
| Złote Globy                                        | Złoty Glob za najlepszą ścieżkę                         | Jerry Goldsmith                                                             | Nominacja |
| International Film Music Critics Awards            | Najlepsze ponowne wydanie ścieżki dźwiękowej            | Jerry Goldsmith, Douglass Fake, Roger Feigelson, Jeff Bond and Joe Sikoryak | Nominacja |
| Kansas City Film Critics Circle Awards             | Najlepszy aktor                                         | Jack Nicholson                                                              | Wygrana   |
| Kansas City Film Critics Circle Awards             | Najlepszy aktor drugoplanowy                            | John Huston                                                                 | Wygrana   |
| National Board of Review                           | Najlepsze dziesięć filmów roku                          | Chinatown                                                                   | Wygrana   |
| National Film Preservation Board                   | National Film Registry                                  | Chinatown                                                                   | Wygrana   |
| National Society of Film Critics Awards            | Najlepszy aktor                                         | Jack Nicholson                                                              | Wygrana   |
| New York Film Critics Circle Awards                | Najlepszy aktor                                         | Jack Nicholson                                                              | Wygrana   |
| New York Film Critics Circle Awards                | Najlepszy scenariusz                                    | Robert Towne                                                                | Nominacja |
| Online Film & Television Association               | Galeria Sław – Film                                     | Chinatown                                                                   | Wygrana   |
| Producers Guild of America Awards                  | Galeria Sław – Film                                     | Robert Evans                                                                | Wygrana   |
| Sant Jordi Awards                                  | Najlepszy film zagraniczny                              | Roman Polański                                                              | Wygrana   |
| Writers Guild of America Awards                    | Najlepszy dramat zaadaptowany na scenariusz             | Robert Towne                                                                | Wygrana   |